# ميلتون إريك ميلجار
ميلتون إريك ميلجار (بالإسبانية: Milton Erick Melgar) (20 نوفمبر 1986 في بوليفيا - ) هو مدرب كرة قدم ولاعب كرة قدم بوليفي في مركز الوسط. شارك مع منتخب بوليفيا لكرة القدم. أما مع النوادي، فقد لعب مع نادي بوليفار ونادي كارابوبو وDeportivo Anzoátegui S.C. ‏ وأورينتي بيتروليرو وClub Aurora ‏ وUniversitario de Sucre ‏ وRio Branco Football Club ‏.

## وصلات خارجية
- ميلتون إريك ميلجار على موقع إي إس بي إن إف سي (الإنجليزية)
- ميلتون إريك ميلجار على موقع Soccerway.com (الإنجليزية)